# رينا بانيرجي
رينا بانيرجي (بالإنجليزية: Rina Banerjee)‏ هي رسامة وفنانة أمريكية، ولدت في 1963 في كلكتا في الهند.